# Longèves (Vendée)
Longèves ist eine französische Gemeinde mit 1.360 Einwohnern (Stand: 1. Januar 2022) im Département Vendée in der Region Pays de la Loire; sie ist Teil des Arrondissements Fontenay-le-Comte und des Kantons Fontenay-le-Comte.

## Geografie
Longèves liegt etwa 22 Kilometer westnordwestlich von Niort und etwa 40 Kilometer ostsüdöstlich von La Roche-sur-Yon. Umgeben wird Longèves von den Nachbargemeinden Sérigné im Norden, Pissotte im Nordosten, Fontenay-le-Comte im Osten, Auzay im Süden sowie Petosse im Westen.

## Bevölkerungsentwicklung
| Jahr                       | 1962 | 1968 | 1975 | 1982 | 1990 | 1999 | 2006 | 2017 |
| Einwohner                  | 483  | 467  | 554  | 735  | 897  | 910  | 1130 | 1323 |
| Quellen: Cassini und INSEE |      |      |      |      |      |      |      |      |